# هوارد هارتلي
هوارد هارتلي (بالإنجليزية: Howard Hartley)‏ هو لاعب كرة قدم أمريكية أمريكي، ولد في 26 سبتمبر 1924 في رافينزوود في الولايات المتحدة، وتوفي في 29 سبتمبر 2006.

## وصلات خارجية
- هوارد هارتلي على موقع مرجع كرة القدم المحترفة.كوم (الإنجليزية)